# 312e régiment d'infanterie
Le 312e régiment d'infanterie (312e RI) est un régiment d'infanterie de l'Armée de terre française constitué en 1914 avec les bataillons de réserve du 112e régiment d'infanterie.
À la mobilisation, chaque régiment d'active créé un régiment de réserve dont le numéro est le sien plus 200.

## Création et différentes dénominations
- Août 1914 : 312e régiment d'infanterie
- Juin 1916 : création d'un 3e bataillon, par l'intégration du 4e bataillon du 302e régiment d'infanterie dissout
- Janvier 1917 : Dissolution

## Chefs de corps
Par décision du 19 juillet 1915, le  général Joffre, Commandant en chef du groupe des armées de l'Est, désigne le Lieutenant-colonel Roland Cadet pour commander le 312e Régiment d'infanterie. Roland Cadet devient colonel le 26 décembre 1915 jusqu'au 25 juillet 1916.

## Historique des garnisons, combats et batailles du312eRI

### Première Guerre mondiale

#### Affectations
- 65e division d'infanterie d'août 1914 à janvier 1917.

## Drapeau
Il porte, cousues en lettres d'or dans ses plis, les inscriptions suivantes :
- Verdun 1916